# گریت میتون
گریت میتون (به انگلیسی: Great Mitton) یک روستا و محله مدنی در بریتانیا است که در Ribble Valley واقع شده‌است. گریت میتون ۲۶۶ نفر جمعیت دارد.